# Gledališče Thorikos
Gledališče Thorikos (grško Αρχαίο Θέατρο Θορικού), Gledališče Thorikos (grško Αρχαίο Θέατρο Θορικού), postavljeno severno od Lavrije, je bilo starodavno grško gledališče v demi Thorikos v Atiki, Grčija. Gre za eno od najstarejših znanih grških gledališč, zgrajenih okoli leta 525–480 pr. n. št.